# Melocanna
Melocanna är ett släkte av gräs. Melocanna ingår i familjen gräs.
Kladogram enligt Catalogue of Life:
| Melocanna | \| \| Melocanna arundina \| \| \| \| \| \| Melocanna baccifera \| \| \| \| |
|           | \| \| Melocanna arundina \| \| \| \| \| \| Melocanna baccifera \| \| \| \| |
|           | Melocanna arundina                                                         |
|           |                                                                            |
|           | Melocanna baccifera                                                        |
|           |                                                                            |

## Källhänvisningar
1. 1 2 3  Roskov Y., Kunze T., Orrell T., Abucay L., Paglinawan L., Culham A., Bailly N., Kirk P., Bourgoin T., Baillargeon G., Decock W., De Wever A., Didžiulis V. (ed) (28 februari 2014). ”Species 2000 & ITIS Catalogue of Life: 2014 Annual Checklist.”. Species 2000: Reading, UK. http://www.catalogueoflife.org/annual-checklist/2014/browse/tree/id/17081972. Läst 26 maj 2014.